# Antonne-et-Trigonant
Antonne-et-Trigonant település Franciaországban, Dordogne megyében. Lakosainak száma 1221 fő (2022. január 1.). Antonne-et-Trigonant Cornille, Escoire, Sorges-et-Ligueux-en-Périgord, Sarliac-sur-l’Isle, Bassillac et Auberoche és Trélissac községekkel határos.

## Népesség
A település népességének változása:
| Lakosok száma | 862  | 961  | 1050 | 1186 | 1213 | 1233 | 1283 | 1297 | 1293 | 1221 |
|               | 1968 | 1982 | 1990 | 2006 | 2013 | 2015 | 2017 | 2019 | 2020 | 2022 |